# Halabja
Halabja es una ciudad de Irak en la entidad federal autónoma del Kurdistán iraquí. Se encuentra situada en la llamada llanura de Halabja o de Shahrizor, a 240 kilómetros al noreste de Bagdad y a 14 kilómetros de la frontera iraní.
La ciudad se encuentra en la base de lo que se conoce como la mayor región de Hawraman, que se extiende a través de la frontera de Irán-Irak. Halabja está rodeado por Hawraman y Shnrwe en el noreste, Balambo en el sur, y el río Sirwan en el oeste. Los kurdos en la ciudad de Halabja generalmente hablan solamente el dialecto Sorani del kurdo, pero algunos residentes de los pueblos circundantes hablan el dialecto de Hewrami.

## Historia
En el siglo XVII Halabja fue repoblada por miembros de la tribu jaf. A comienzos del siglo XX fue controlada por Adela Khanum, quien fue la responsable de la construcción de una prisión, juzgados, y diversas edificaciones, además de la revitalización del comercio en la ciudad. Hacia 1988 contaba con una población de alrededor de 80 000 habitantes. Es conocida por los ataques con armas químicas llevados a cabo por Sadam Huseín en marzo de 1988 contra la población kurda, con un saldo de 4000 a 5000 víctimas

### Historia temprana
El cementerio incluye las tumbas de varias figuras históricas, como Ahmed Mukhtar Jaf, Tayar Bag Jaf y Adela Khanum. En agosto de 2009, tres tumbas del siglo XVII fueron descubiertas en el distrito de Ababile de la ciudad.
Esto sugiere que la ciudad es un poco más antigua de lo indicado por algunas fuentes, que afirman que fue construido por el Imperio otomano alrededor de 1850. Sin embargo, los desarrollos modernos datan de principios del siglo XX. La oficina de correos se abrió en 1924 y la primera escuela se abrió al año siguiente. Los bazares Qaysari Pasha y Hamid Bag fueron construidos en 1932. La electricidad no llegó a la ciudad hasta 1940.
A principios del siglo XX, había muchos soldados británicos estacionados en Halabja. Durante la Primera Guerra Mundial, Adela Khanum salvó la vida de varios soldados británicos, resultando en que los británicos la honraran con el título de Khan Bahadur, la Princesa de los valientes. También fue responsable de la construcción de una nueva prisión, creando un tribunal de justicia, del cual fue el primer presidente y la construcción de un nuevo bazar.

### Ataque químico
Los guerrilleros kurdos del Peshmerga, apoyados por Irán, liberaron Halabja en la fase final de la guerra entre Irán e Irak. A las 11:00 horas, del 16 de marzo de 1988, después de dos días de ataques de artillería convencionales, los aviones iraquíes lanzaron latas de gas en la ciudad. La ciudad y el distrito circundante fueron atacados con bombas, fuego de artillería y armas químicas, la última de las cuales resultó más devastadora. Al menos 5000 personas murieron como resultado inmediato del ataque químico y se calcula que otras 7000 personas resultaron heridas o sufrieron una enfermedad a largo plazo. La mayoría de las víctimas del ataque contra la ciudad de Halabja eran civiles kurdos.
Se cree que el ataque incluyó los agentes nerviosos tabún, sarín y VX, así como el gas mostaza. Sin embargo, según el exanalista de la CIA, Stephen C. Pelletiere, Irak no tenía el agente nervioso utilizado en el ataque, pero sí gas de mostaza que fue utilizado en la guerra entre Irán e Irak. De vez en cuando se sugiere que el cianuro también se incluyó entre estas armas químicas, aunque esta afirmación ha sido puesta en duda, ya que el cianuro es un subproducto natural de impuro tabún. El ataque contra Halabja tuvo lugar en medio de la campaña de Anfal, en la que Sadam Huseín reprimió violentamente en las revueltas kurdas durante la guerra entre Irán e Irak.
Antes de que terminara la guerra, los iraquíes se instalaron en el suelo y destruyeron completamente la ciudad. En marzo de 2010, el Alto Tribunal Penal iraquí reconoció la masacre de Halabja como un genocidio; la decisión fue bien recibida por el Gobierno Regional del Kurdistán.

### Autonomía kurda
En las montañas al oeste de Halabja, un grupo militante islamista, Ansar al Islam, ocupó un pequeño enclave en el período 2000-2003. El área fue invadida por las fuerzas de Peshmerga de la Unión Patriótica del Kurdistán (PUK), con el apoyo aéreo de los Estados Unidos, al principio de la invasión de Irak de 2003. Sin embargo, la ciudad sigue siendo un centro de islamismo en la región del Kurdistán.
Justo antes de que los kurdos ganaran cierta autonomía sobre la región del Kurdistán iraquí en 1991, que incluía a Halabja, se creó una nueva ciudad donde algunos exrefugiados kurdos se trasladaron más tarde. La nueva ciudad llamada Halabja Taza (o Nueva Halabja), que en la actualidad tendría unos 9000 hogares.
El Gobierno Regional del Kurdistán realizó algunos esfuerzos de reconstrucción después de 2003 en el casco antiguo y comenzó a reconstruir algunas de las casas bombardeadas en Halabja y pavimentar nuevas carreteras. También se construyó un monumento para las víctimas de los ataques químicos. Sin embargo, los residentes de Halabja se han quejado de la falta de servicios y necesidades básicas.

## Clima
Halabja tiene un clima mediterráneo (según la clasificación climática de Köppen Csa) on veranos muy calurosos e inviernos fríos y húmedos.
| Parámetros climáticos promedio de Halabja | Parámetros climáticos promedio de Halabja | Parámetros climáticos promedio de Halabja | Parámetros climáticos promedio de Halabja | Parámetros climáticos promedio de Halabja | Parámetros climáticos promedio de Halabja | Parámetros climáticos promedio de Halabja | Parámetros climáticos promedio de Halabja | Parámetros climáticos promedio de Halabja | Parámetros climáticos promedio de Halabja | Parámetros climáticos promedio de Halabja | Parámetros climáticos promedio de Halabja | Parámetros climáticos promedio de Halabja | Parámetros climáticos promedio de Halabja |
| Mes                                       | Ene.                                      | Feb.                                      | Mar.                                      | Abr.                                      | May.                                      | Jun.                                      | Jul.                                      | Ago.                                      | Sep.                                      | Oct.                                      | Nov.                                      | Dic.                                      | Anual                                     |
| ----------------------------------------- | ----------------------------------------- | ----------------------------------------- | ----------------------------------------- | ----------------------------------------- | ----------------------------------------- | ----------------------------------------- | ----------------------------------------- | ----------------------------------------- | ----------------------------------------- | ----------------------------------------- | ----------------------------------------- | ----------------------------------------- | ----------------------------------------- |
| Temp. máx. media (°C)                     | 9.6                                       | 11.8                                      | 16.9                                      | 22.0                                      | 29.5                                      | 35.8                                      | 39.6                                      | 39.2                                      | 35.0                                      | 28.4                                      | 19.7                                      | 12.5                                      | 25.0                                      |
| Temp. media (°C)                          | 4.8                                       | 6.6                                       | 11.2                                      | 15.8                                      | 22.0                                      | 27.4                                      | 31.2                                      | 30.8                                      | 26.4                                      | 20.5                                      | 13.3                                      | 7.3                                       | 18.1                                      |
| Temp. mín. media (°C)                     | 0.1                                       | 1.4                                       | 5.6                                       | 9.7                                       | 14.5                                      | 19.0                                      | 22.8                                      | 22.5                                      | 17.9                                      | 12.7                                      | 7.0                                       | 2.2                                       | 11.3                                      |
| Precipitación total (mm)                  | 144                                       | 146                                       | 132                                       | 85                                        | 0                                         | 0                                         | 0                                         | 0                                         | 0                                         | 28                                        | 79                                        | 124                                       | 773                                       |
| Fuente:                                   |                                           |                                           |                                           |                                           |                                           |                                           |                                           |                                           |                                           |                                           |                                           |                                           |                                           |